# Жоаль-Фадіут
Жоаль-Фадіут (фр. Joal-Fadiouth) — місто на заході Сенегалу, на території області Тієс. Входить до складу департаменту Мбоур.

## Географічне розташування
Місто знаходиться в південній частині області, на березі Атлантичного океану, на північ від місця впадання в нього річки Нбісель, на відстані приблизно 85 кілометрів на південний схід від столиці країни Дакару. Абсолютна висота - 1 метр над рівнем моря..

## Населення
За даними перепису 2002 року чисельність населення міста становила 32 991 особа.
.
Динаміка чисельності населення міста за роками:
| 1988   | 1997   | 2001   | 2002   | 2012   |
| ------ | ------ | ------ | ------ | ------ |
| 19 003 | 25 937 | 32 401 | 32 991 | 46 227 |

В етнічному складі населення переважають представники народу серер.

## Економіка
Основу економіки міста складають рибальство, сільське господарство та туризм.

## Транспорт
Найближчий аеропорт розташований в місті Каолак .

## Міста-побратими
- Ножан-сюр-Сен
- Венісьє
- Гранбі
- Брикама
- Фуенлабрада
- Бакер

## Відомі уродженці
- Леопольд Седар Сенгор - перший президент Сенегалу.